# Rudolf Dollinger
Rudolf Dollinger (né le 4 avril 1944) est un tireur sportif autrichien. Il participe aux Jeux olympiques d'été de 1972 et aux Jeux olympiques d'été de 1976 en participant à l'épreuve du pistolet libre 50m et remporte la médaille de bronze lors des deux éditions.

## Palmarès

### Jeux olympiques
- Jeux olympiques de 1972 à Munich,  Allemagne
  -  Médaille de bronze.
- Jeux olympiques de 1976 à Montréal,  Canada
  -  Médaille de bronze.